# Carapa
Carapa é um género de árvores de médio a grande porte, pertencente à família Meliaceae. A denominação do gênero deriva de garapa, nome utilizado por diversas tribos da América do Sul para designar o óleo produzido a partir das sementes destas árvores. 
O hábito dessa família constitui-se de árvores (medindo em média de 20 a 30 m de altura) e arvoretas (medindo em média de 3 a 10 m de altura) e apesar desta ser uma das famílias produtoras de madeira economicamente mais importantes do mundo, tem sua taxonomia pouco estudada e não há consenso quanto ao número de espécies existentes de Carapa (2 ou 4).
Na Amazônia, a Carapa procera e a Carapa guianensis são identificadas como andiroba e raramente são diferenciadas uma da outra.

## Espécies
- Carapa guianensis Andiroba
- Carapa nicaraguensis (questionado)
- Carapa procera
- Carapa touloucouna (questionado)